# Ikbol Zavkibekov
Ikbol Zavkibekov (en cyrillique : Икбол Завкибеков) est un musicien, compositeur et documentariste tadjik, né le 12 mars 1960 à Douchanbé (alors en RSS tadjike).

## Biographie
Ikbol Zavkibekov a étudié la musique orientale et la tradition orale à l'Institut des arts Mirzo Tursunzoda (en). Multi-instrumentiste, il joue de nombreux instruments traditionnels d'Asie centrale tels que le rabâb ou le setâr. Dans les années 1980, il a fait partie d'orchestres traditionnels dont l'ensemble philharmonique d'État. Il fait également partie du groupe de pop-rock Shams (qui tire son nom du poète soufi Shams ed Dîn Tabrîzî), dont il est le leader et le guitariste.
Fils de Gurmindj Zavkibekov (ru), qui a créé en 1990 le musée des instruments de musique de Douchanbé (qui porte son nom), il a pris la direction de ce musée, avec la volonté de sauvegarder le patrimoine musical de son pays.
Il s'est produit en-dehors de l'Asie centrale, notamment au Festival des trois continents à Nantes (où il a joué la musique en direct pour la projection du film soviétique de 1934 L'Émigrant de Kamil Yarmatov lors de l'édition 2009) ou dans le cadre de la programmation Via Kaboul au Théâtre de l'Odéon à Paris, mais aussi en Allemagne, au Portugal, en Angleterre ou encore en Turquie.
Il travaille également pour le cinéma depuis 1979. Il a composé plusieurs musiques de film et a été l'un des principaux musiciens pour l'interprétation de la bande originale de Luna Papa. Il a aussi réalisé des documentaires sur la musique. Il est membre de l'Union des cinéastes du Tadjikistan depuis 2004.

## Filmographie
- 1999 : Luna Papa de Bakhtiar Khudojnazarov - musicien[6]
- 2004 : Femmes d'Asie centrale (documentaire) de Christophe de Ponfilly - compositeur[7]
- 2004 : Statue of Love d'Umed Mirzoshirinov - compositeur[7]
- 2005 : Owora de Gulandom Muhabbatova et Daler Rahmatov - compositeur[7]
- 2006 : Le Temps des frontières (documentaire) de Gulya Mirzoeva - compositeur[1]
- 2012 : Buzkashi! (documentaire) de Najeeb Mirza - compositeur[7]